# Jaskinie polskich Tatr

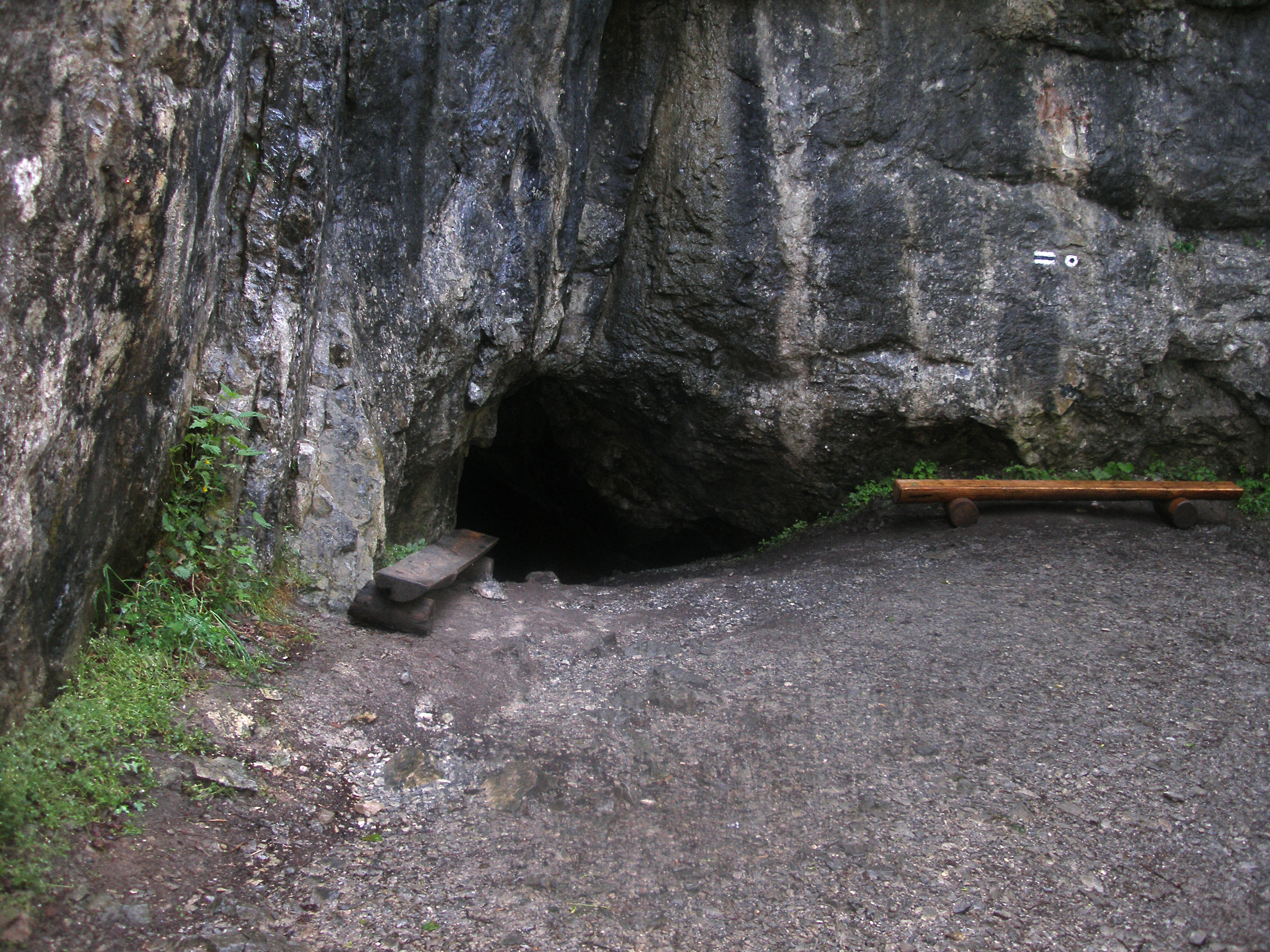
Wejście do jaskini Dziura

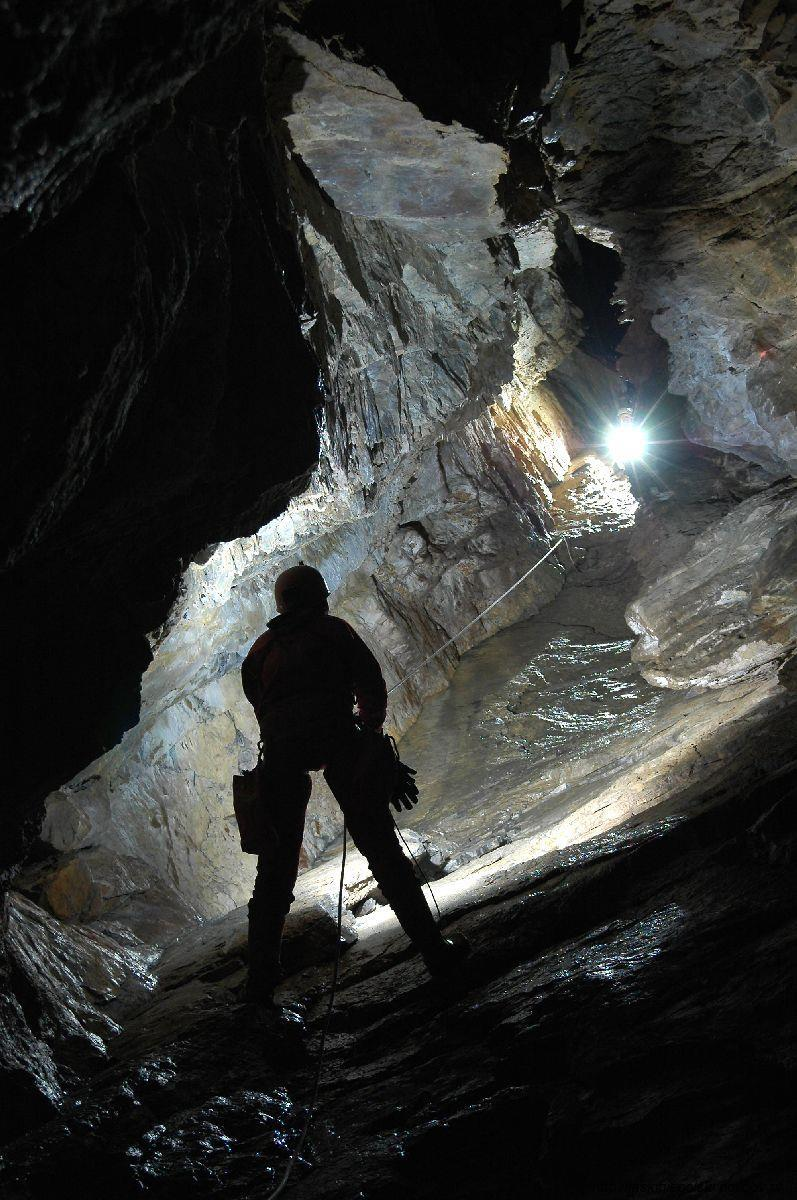
I Płytowy Próg w Jaskini Wielkiej Śnieżnej

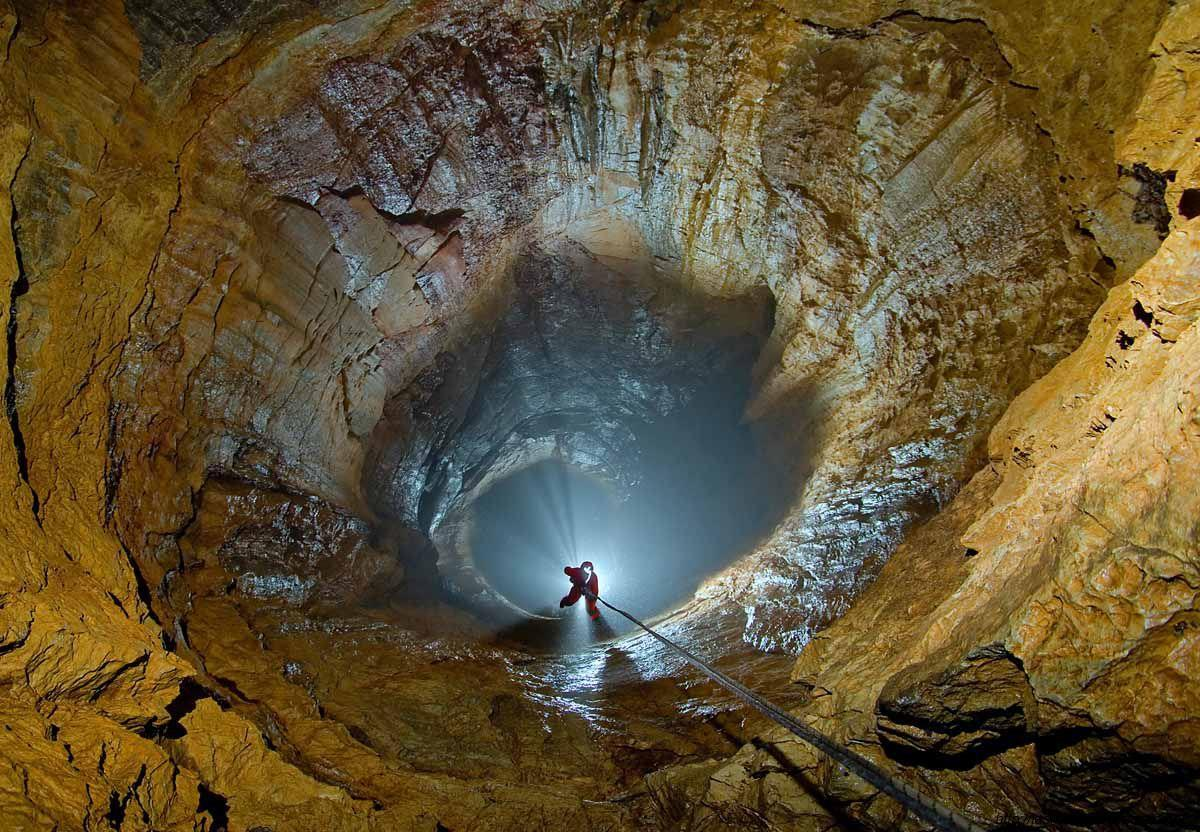
Wielka Studnia w Jaskini Wielkiej Śnieżnej

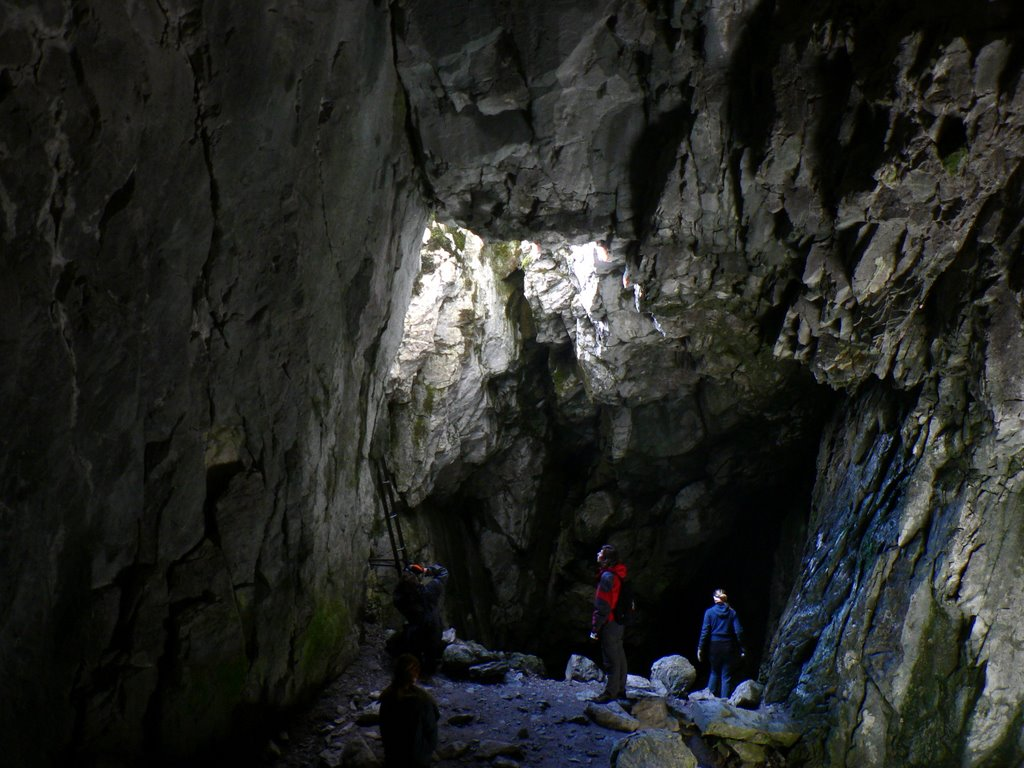
Jaskinia Raptawicka

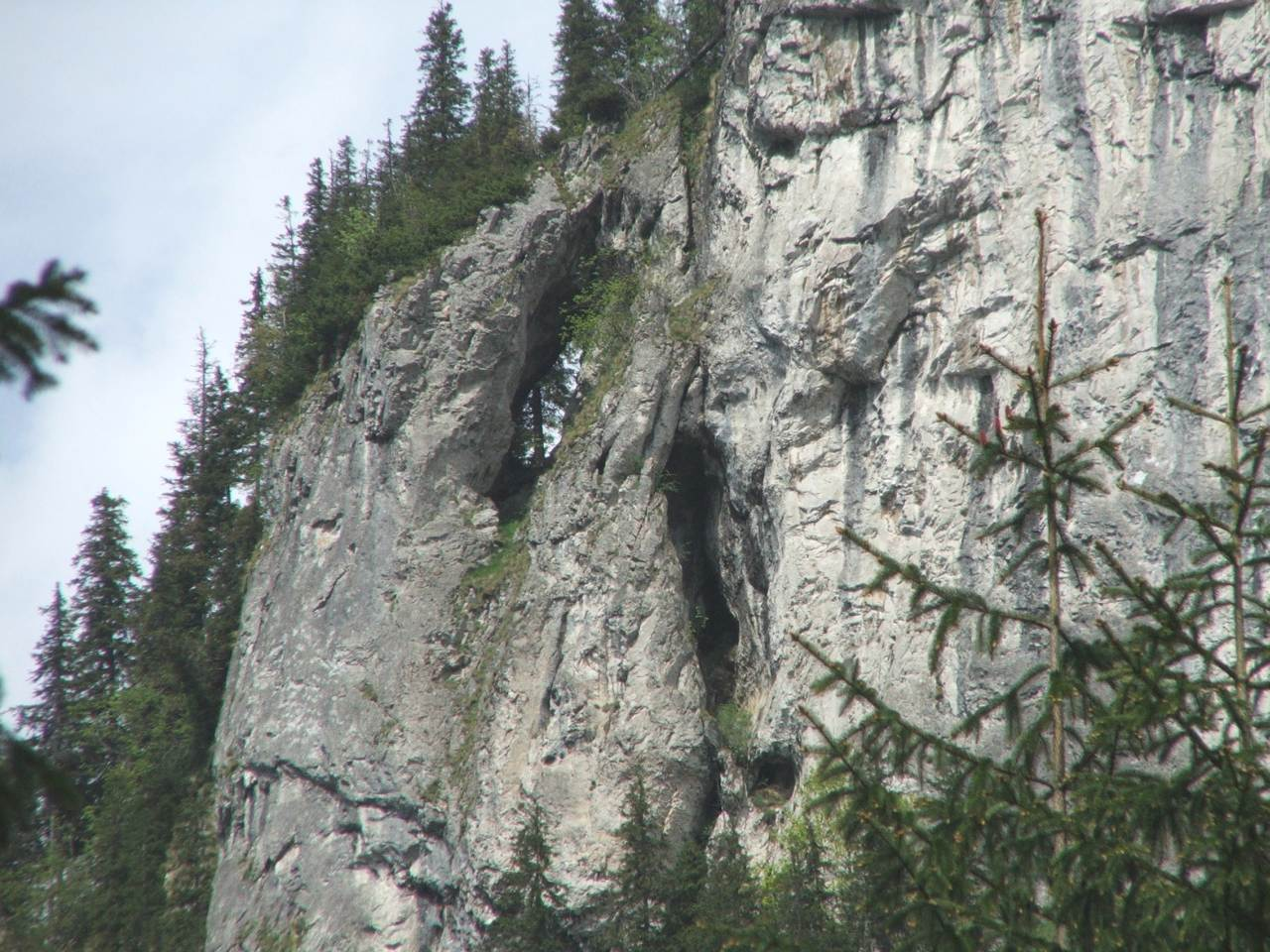
Jaskinia Zbójnickie Okna w Organach

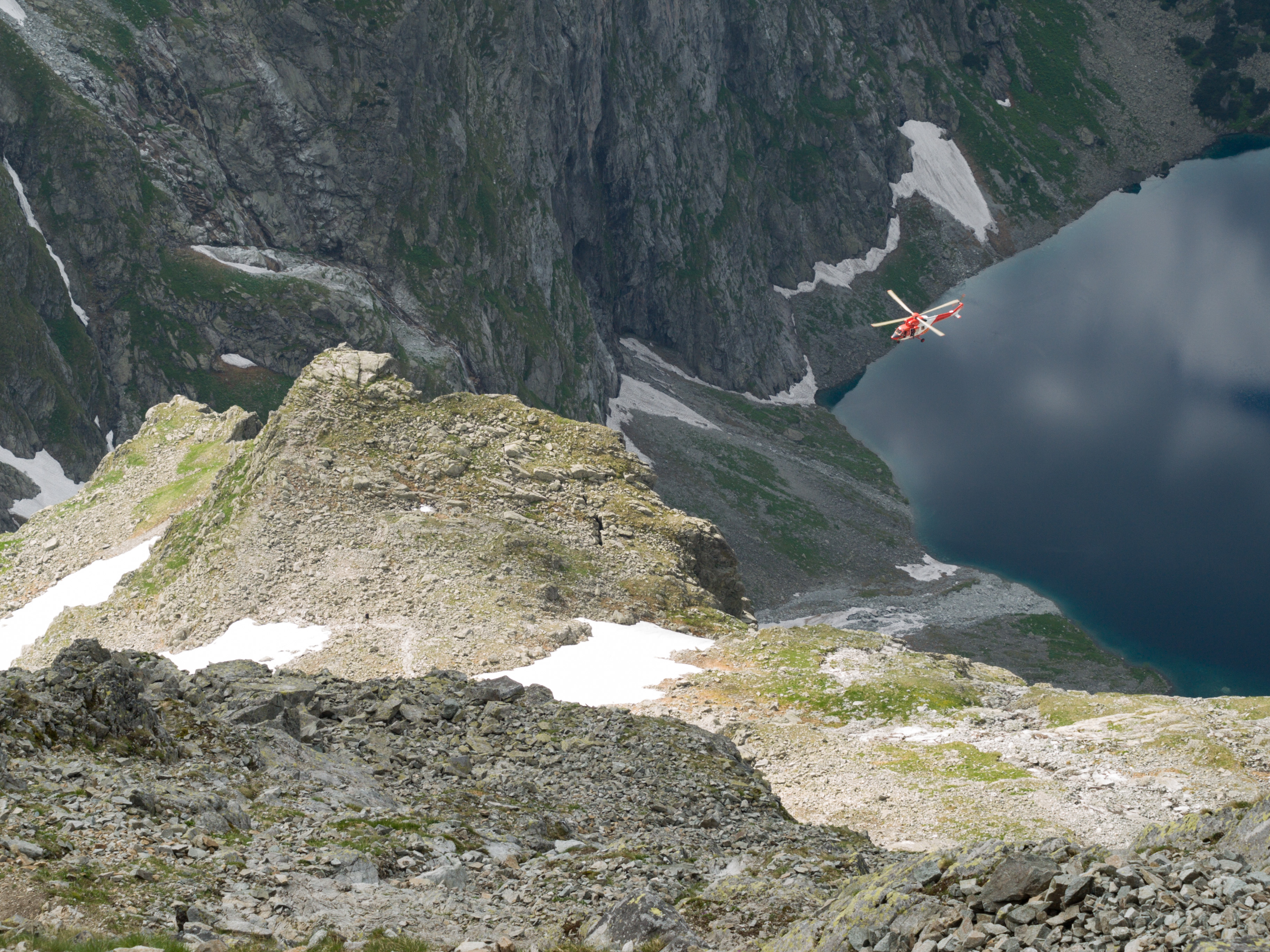
Bula pod Rysami. Po prawej stronie na płaskiej powierzchni szczytu otwór jaskini Szpara pod Rysami

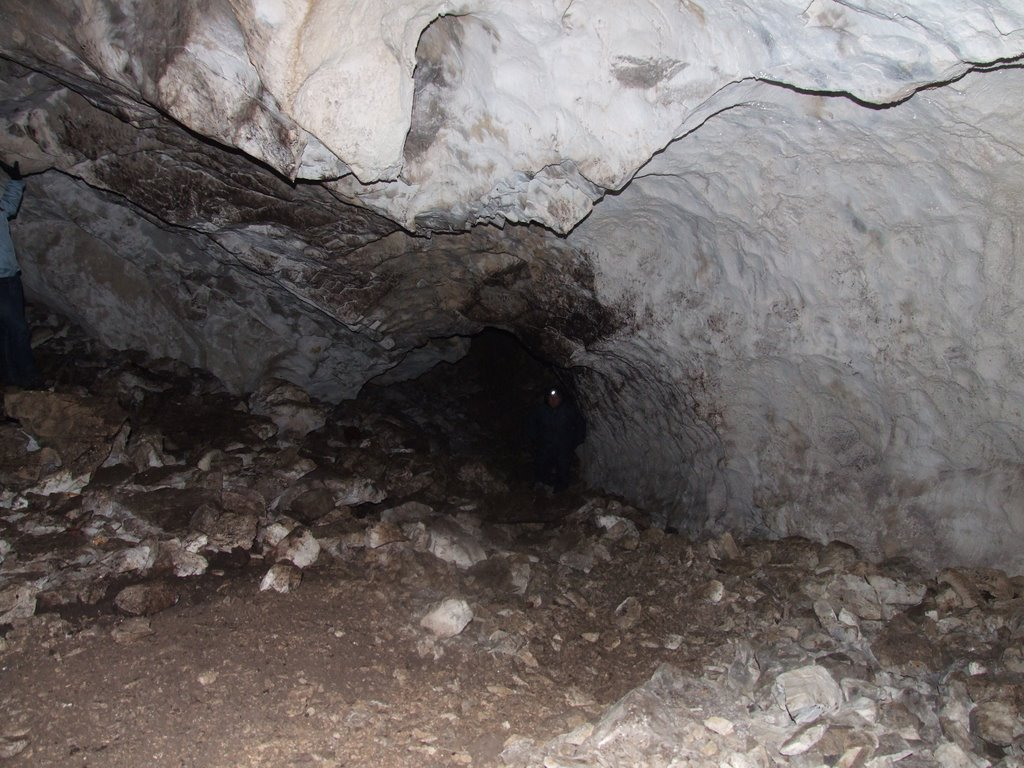
Wejście do Jaskini Naciekowej

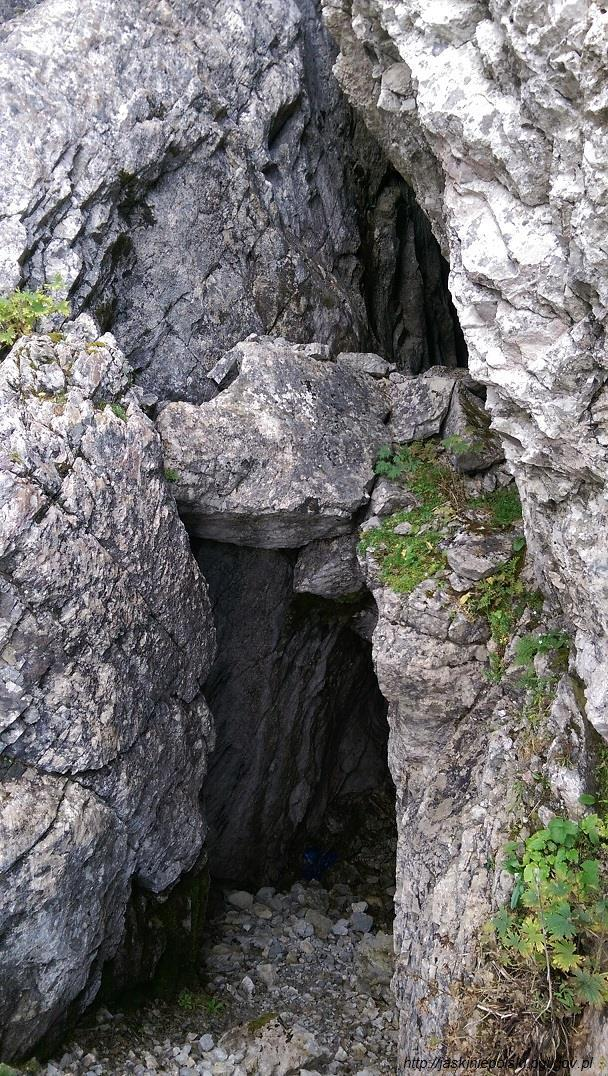
Otwór Jaskini Lodowej Litworowej w systemie Ptasia Studnia

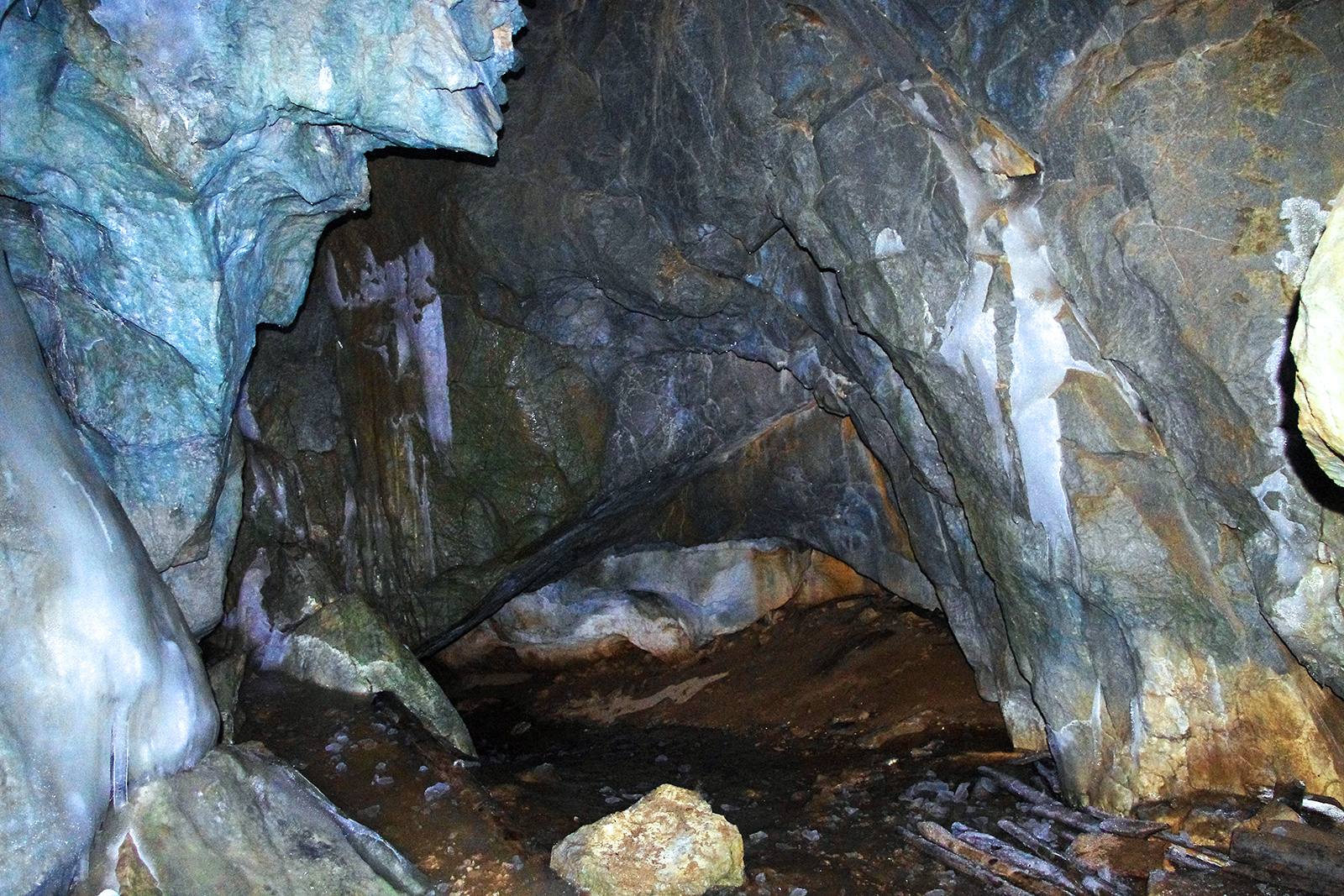
Jaskinia Kalacka

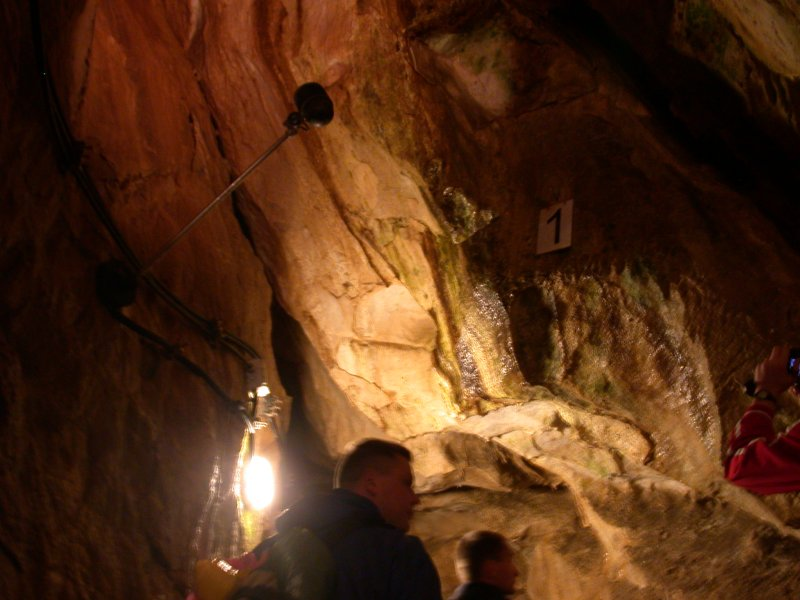
Jaskinia Mroźna

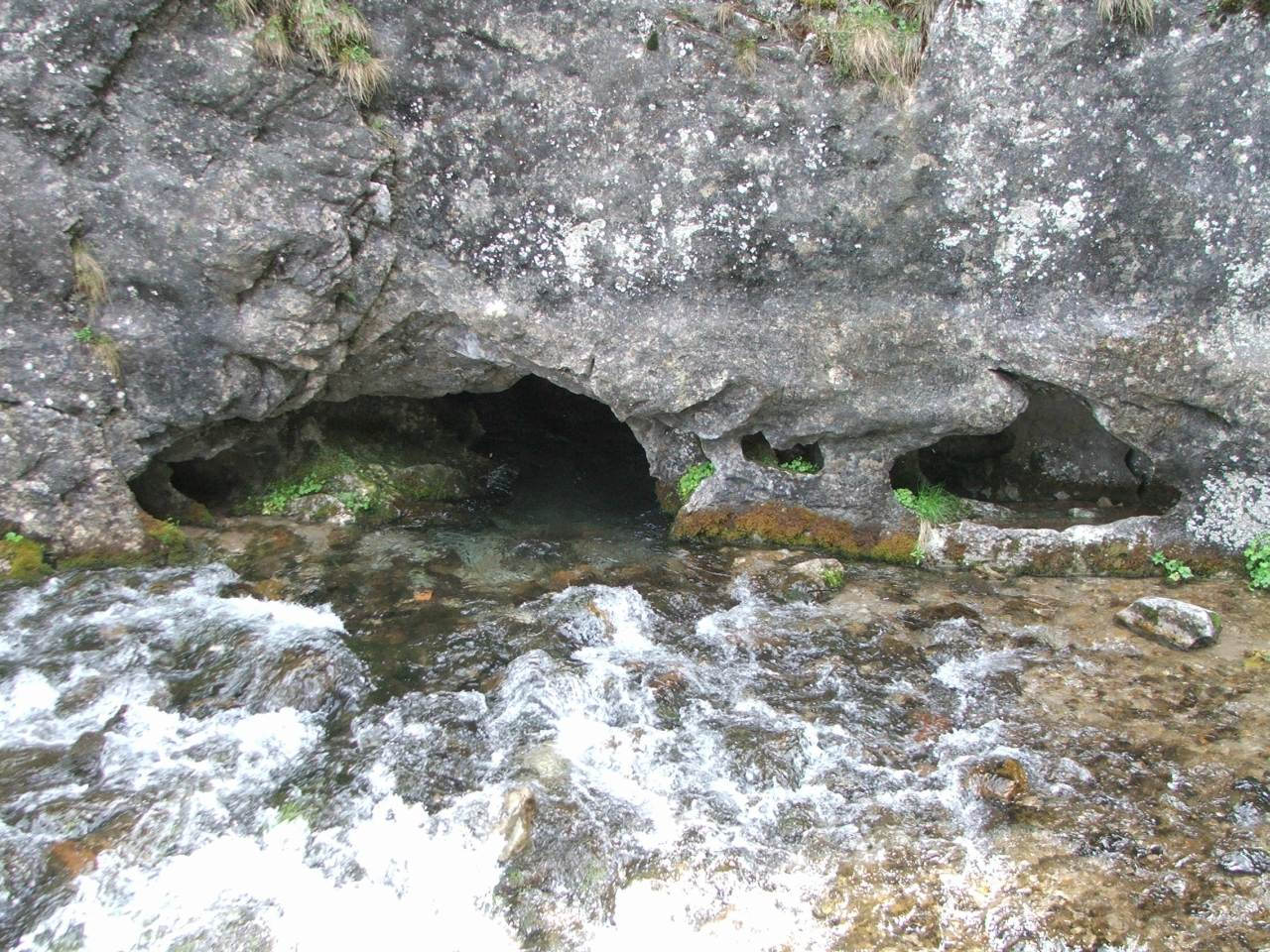
Wypływający potok z Jaskini Wodnej pod Pisaną

Jaskinie polskich Tatr – grupa 862 jaskiń (grudzień 2020 roku) znajdujących się w polskich Tatrach. Znajdują się tu najdłuższe i najgłębsze jaskinie Polski. Ich łączna długość przekracza 135,4 km. Ze względu na budowę geologiczną Tatr zdecydowana ich większość występuje w Tatrach Zachodnich. Największe jaskinie są pochodzenia tektoniczno-krasowego lub krasowo-tektonicznego. Kilkanaście jaskiń zalicza się do jaskiń lodowych.
18 jaskiń w polskich Tatrach ma ponad 1000 m długości, 27 ma głębokość ponad 50 m.
Liczba jaskiń oraz ich długość i głębokość ulegają zmianom, gdyż duża ich część nie jest do końca zbadana i zmierzona. Odkrywane są nowe jaskinie (Jaskinia Harda) lub okazuje się, że niektóre jaskinie są ze sobą połączone i w rzeczywistości tworzą jeden system jaskiniowy. Przykładem jest tu Jaskinia Wielka Śnieżna (powstała z połączenia pięciu jaskiń), Jaskinia Wysoka – Za Siedmiu Progami (powstała z połączenia Jaskini Wysokiej, Jaskini za Siedmiu Progami i Jaskini Pośredniej) czy jaskinia Zośka – Zagonna Studnia (powstała z połączenia jaskini Zośka z jaskinią Zagonna Studnia).
Większość jaskiń występujących w polskich Tatrach ma ukształtowanie pionowe. Parę jaskiń o ukształtowaniu poziomym udostępniono dla ruchu turystycznego. Są to:

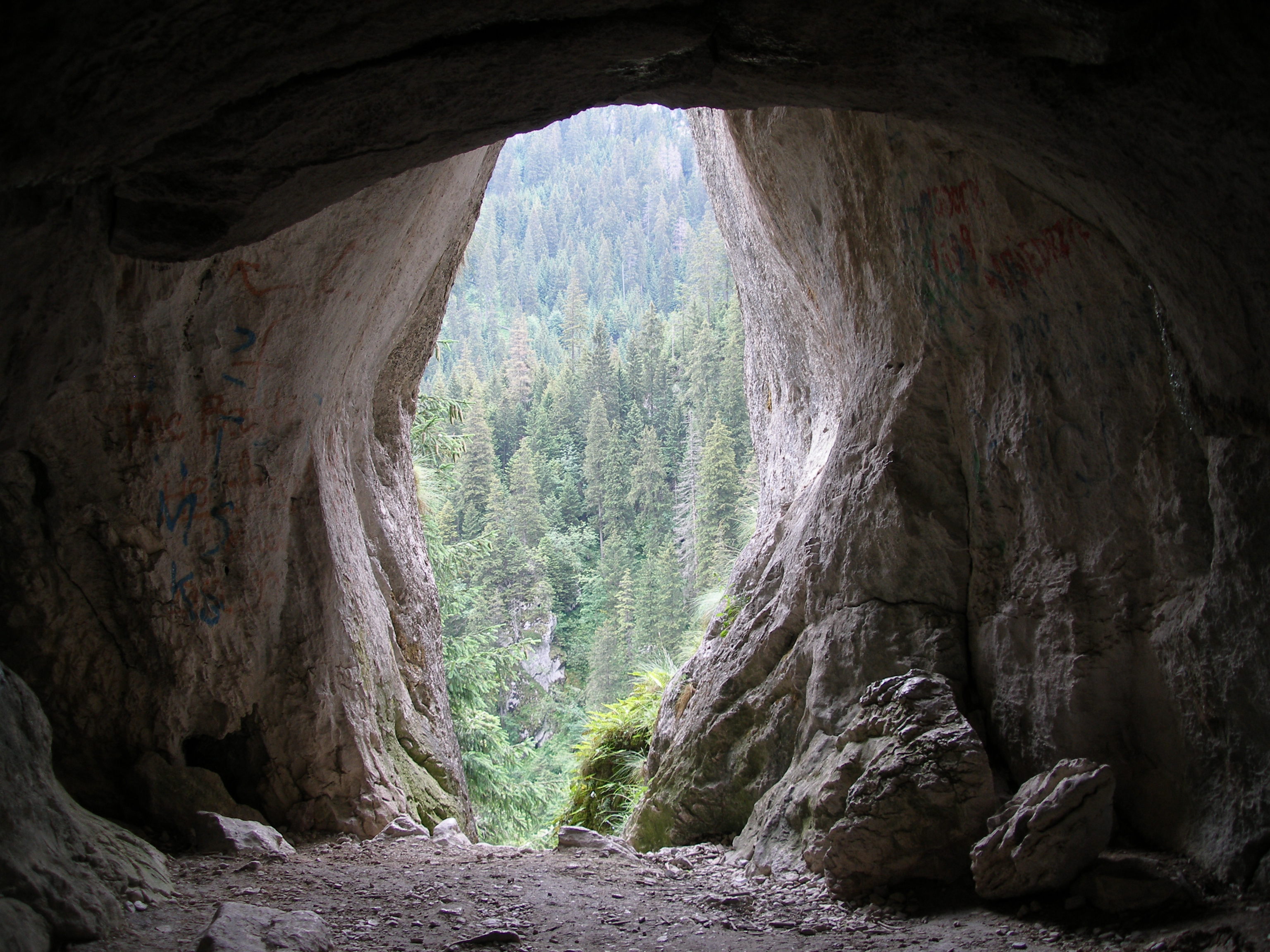
Jedno z okien Pawlikowskiego w Jaskini Mylnej

- Jaskinia Mroźna,
- Jaskinia Mylna, Jaskinia Obłazkowa i Jaskinia Raptawicka, tworzące system Jaskiń Pawlikowskiego,
- Smocza Jama,
- Jaskinia KalackaDziura.

## 15 najdłuższych jaskiń w polskich Tatrach

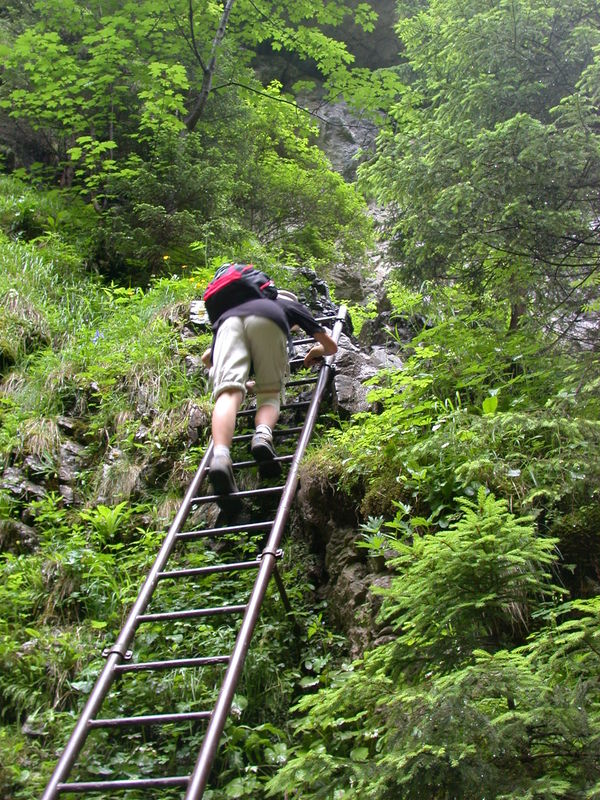
W drodze do Smoczej Jamy w Wąwozie Kraków

## 15 jaskiń o największej deniwelacji w polskich Tatrach

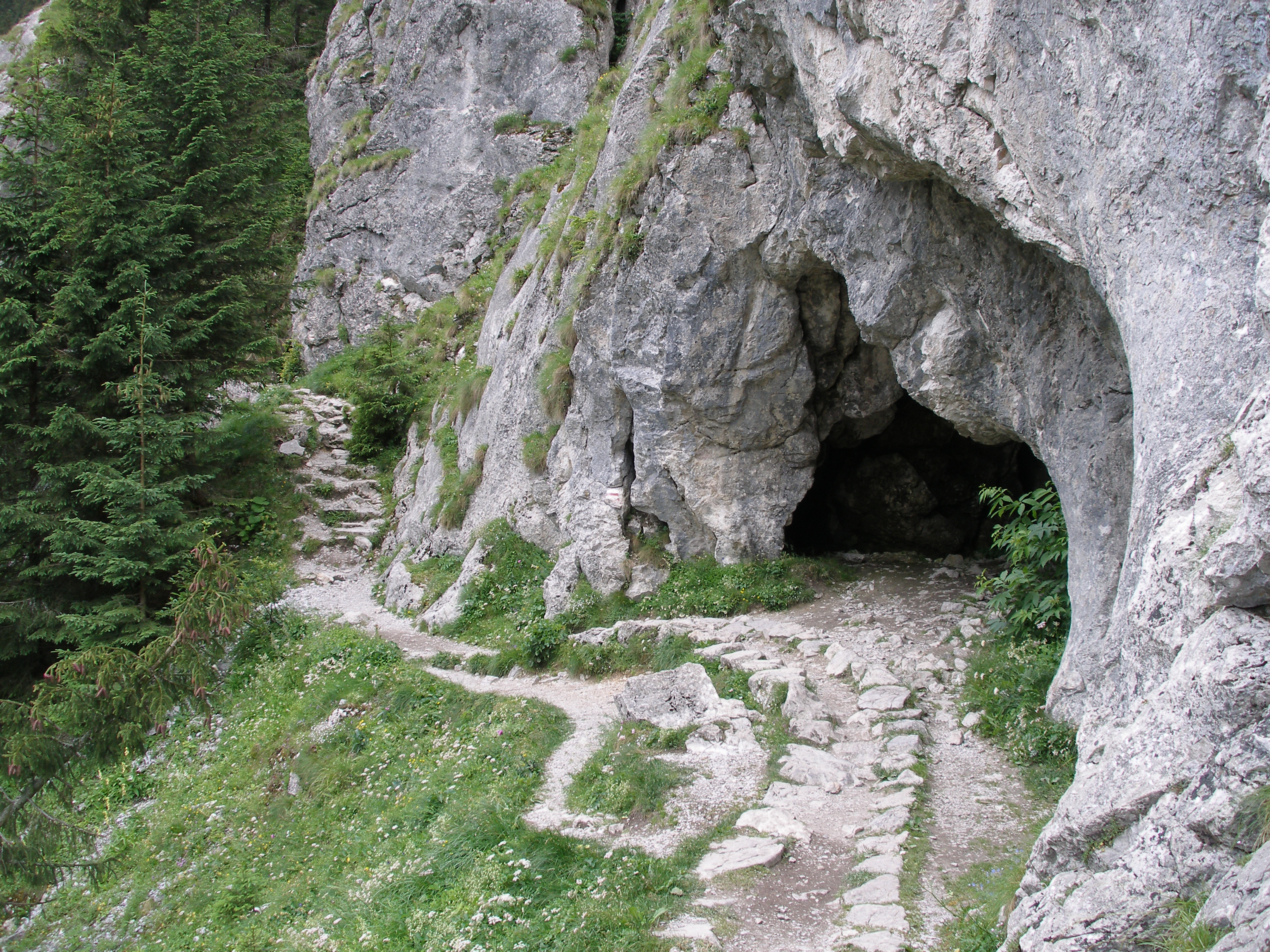
Otwór Jaskini Obłazkowej

## 15 najdłuższych jaskiń w polskich Tatrach[4][2]
| Lp | Nazwa                                | Długość m | Deniwelacja m |
| -- | ------------------------------------ | --------- | ------------- |
| 1  | Jaskinia Wielka Śnieżna              | 23753     | 824           |
| 2  | Śnieżna Studnia                      | 13650     | 805           |
| 3  | Jaskinia Wysoka – Za Siedmiu Progami | 11660     | 435           |
| 4  | Jaskinia Miętusia                    | 10780     | 305           |
| 5  | Bańdzioch Kominiarski                | 10010     | 562           |
| 6  | Jaskinia Czarna                      | 7247      | 303,5         |
| 7  | Ptasia Studnia                       | 6283      | 352           |
| 8  | Jaskinia Zimna                       | 5420      | 176           |
| 9  | Jaskinia Mała w Mułowej              | 3863      | 555           |
| 10 | Jaskinia Kozia                       | 3470      | 389           |
| 11 | Jaskinia Kasprowa Niżnia             | 3100      | 47            |
| 12 | Jaskinie Pawlikowskiego              | 2409      | 76            |
| 13 | Szczelina Chochołowska               | 2320      | 60            |
| 14 | Jaskinia Bystrej                     | 1480      | 53            |
| 15 | Siwy Kocioł                          | 1318      | 295           |

## 15 jaskiń o największej deniwelacji w polskich Tatrach[4][2]
| Lp | Nazwa                                | Deniwelacja m | Długość m |
| -- | ------------------------------------ | ------------- | --------- |
| 1  | Jaskinia Wielka Śnieżna              | 824           | 23753     |
| 2  | Śnieżna Studnia                      | 805           | 13650     |
| 3  | Bańdzioch Kominiarski                | 562           | 10010     |
| 4  | Jaskinia Mała w Mułowej              | 555           | 3863      |
| 5  | Jaskinia Wysoka – Za Siedmiu Progami | 435           | 11660     |
| 6  | Jaskinia Kozia                       | 389           | 3470      |
| 7  | Ptasia Studnia                       | 352           | 6283      |
| 8  | Jaskinia Miętusia                    | 305           | 10780     |
| 9  | Jaskinia Czarna                      | 303,5         | 7247      |
| 10 | Siwy Kocioł                          | 295           | 1318      |
| 11 | Studnia w Kazalnicy Miętusiej        | 244           | 1000      |
| 12 | Jaskinia Zimna                       | 176           | 5420      |
| 13 | Jaskinia pod Wantą                   | 172           | 520       |
| 14 | Jaskinia Małołącka                   | 166           | 258       |
| 15 | Zośka – Zagonna Studnia              | 163           | 700       |

## Położenie jaskiń
Ze względu na położenie można podzielić jaskinie na następujące grupy:

### Dolina Chochołowska
Znajduje się tu 83 jaskinie. Najdłuższe z nich to:
| Lp | Nazwa                  | Długość m | Deniwelacja m | Położenie                 |
| -- | ---------------------- | --------- | ------------- | ------------------------- |
| 1  | Szczelina Chochołowska | 2320      | 60            | Wyżnia Brama Chochołowska |
| 2  | Kamienne Mleko         | 430       | 30,3          | Wyżnia Brama Chochołowska |
| 3  | Jaskinia Rybia         | 358       | 6             | Wyżnia Brama Chochołowska |
| 4  | Dziura nad Potokiem    | 150       | 0             | Wyżnia Brama Chochołowska |
| 5  | Dmuchawa               | 130       | 17,5          | Dudziniec                 |

### Dolina Kościeliska

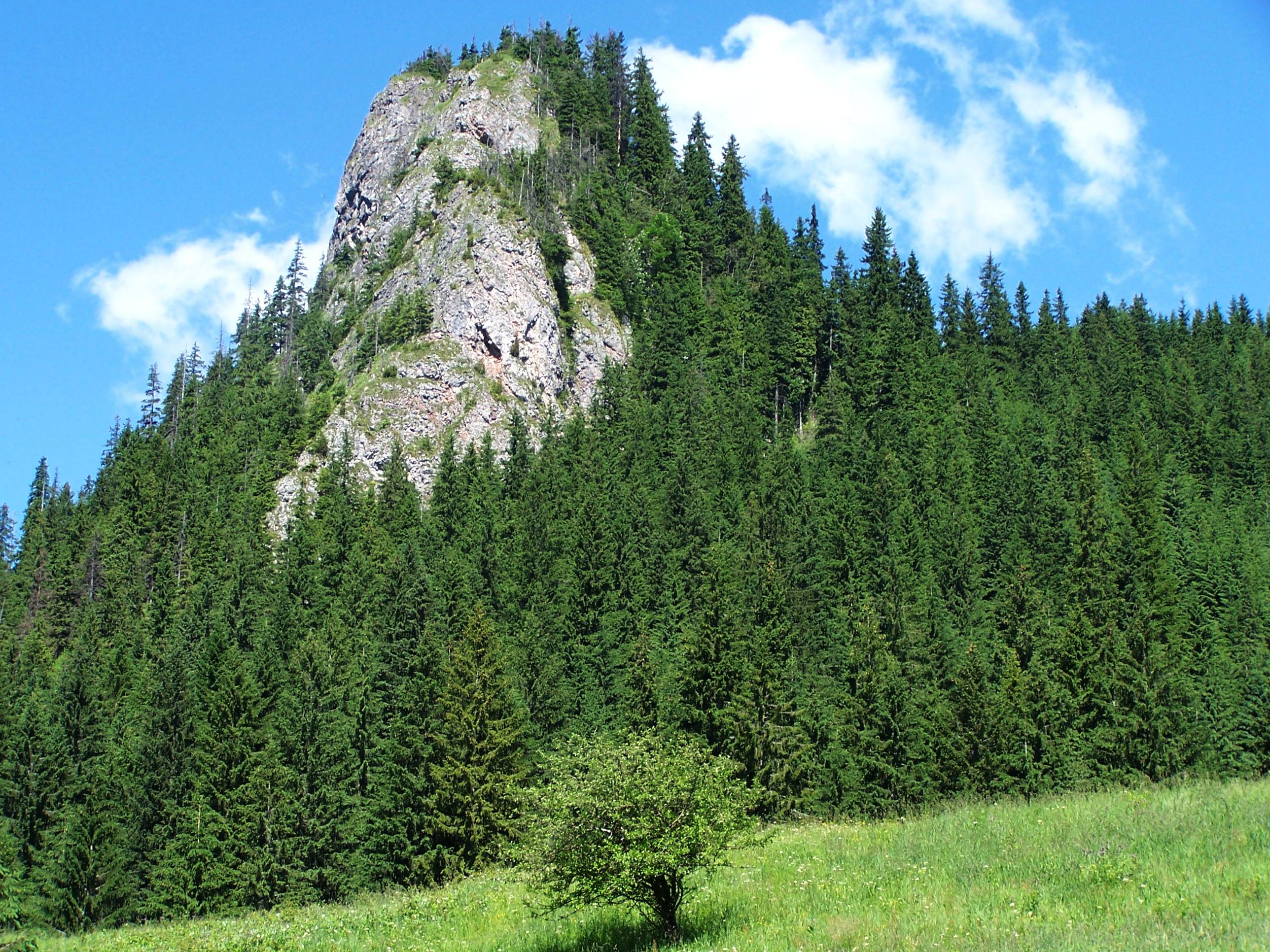
Pionowy otwór jaskini Szczelina Przysłopczańska w Zawiesistej Turni

(bez Doliny Miętusiej i Wąwozu Kraków)
Znajduje się tu 225 jaskiń. Najdłuższe z nich to:
| Lp | Nazwa                   | Długość m | Deniwelacja m | Położenie           |
| -- | ----------------------- | --------- | ------------- | ------------------- |
| 1  | Bańdzioch Kominiarski   | 10010     | 562           | Żeleźniakowy Wierch |
| 2  | Jaskinia Czarna         | 7247      | 303,5         | Organy              |
| 3  | Jaskinia Zimna          | 5420      | 176           | Organy              |
| 4  | Jaskinie Pawlikowskiego | 2409      | 76            | Raptawicka Turnia   |
| 5  | Jaskinia Naciekowa      | 1210      | 97            | Organy              |

### Wąwóz Kraków
Znajdują się tu 123 jaskinie. Najdłuższe z nich to:
| Lp | Nazwa                                | Długość m | Deniwelacja m | Położenie        |
| -- | ------------------------------------ | --------- | ------------- | ---------------- |
| 1  | Jaskinia Wysoka – Za Siedmiu Progami | 11660     | 435           | Wysoki Grzbiet   |
| 2  | Jaskinia Psia                        | 1076      | 62            | Gubalec          |
| 4  | Jaskinia Poszukiwaczy Skarbów        | 484       | 30,7          | Zbójnicka Turnia |
| 3  | Jaskinia Lodowa w Ciemniaku          | 390       | 42            | Ciemniak         |
| 5  | Jaskinia Zakosista                   | 131       | 25,6          | Rynek            |

### Dolina Miętusia
Znajdują się tu 133 jaskinie. Najdłuższe z nich to:
| Lp | Nazwa                         | Długość m | Deniwelacja m | Położenie          |
| -- | ----------------------------- | --------- | ------------- | ------------------ |
| 1  | Jaskinia Miętusia             | 10780     | 305           | Dziurawe           |
| 2  | Ptasia Studnia                | 6283      | 352           | Ratusz Mułowy      |
| 3  | Jaskinia Mała w Mułowej       | 3863      | 555           | Dolina Mułowa      |
| 4  | Jaskinia Kozia                | 3470      | 389           | Dolina Litworowa   |
| 5  | Studnia w Kazalnicy Miętusiej | 1000      | 244           | Kazalnica Miętusia |

### Dolina Małej Łąki
Znajduje się tu 112 jaskiń. Najdłuższe z nich to:
| Lp | Nazwa                     | Długość m | Deniwelacja m | Położenie                  |
| -- | ------------------------- | --------- | ------------- | -------------------------- |
| 1  | Jaskinia Wielka Śnieżna   | 23753     | 824           | Wyżnia Świstówka Małołącka |
| 2  | Śnieżna Studnia           | 13650     | 805           | Niżnia Świstówka Małołącka |
| 3  | Siwy Kocioł               | 1318      | 295           | Niżnia Świstówka Małołącka |
| 4  | Zośka – Zagonna Studnia   | 700       | 163           | Czerwony Grzbiet           |
| 5  | Jaskinia Lodowa Małołącka | 360       | 53            | Koprowe Mniszki            |

### Dolina Bystrej
Znajduje się tu 78 jaskiń. Najdłuższe z nich to:
| Lp | Nazwa                    | Długość m | Deniwelacja m | Położenie          |
| -- | ------------------------ | --------- | ------------- | ------------------ |
| 1  | Jaskinia Kasprowa Niżnia | 3100      | 47            | Zawracik Kasprowy  |
| 2  | Jaskinia Bystrej         | 1480      | 53            | Kalacka Turnia     |
| 3  | Jaskinia Magurska        | 1285      | 59            | Jaworzyńska Czuba  |
| 4  | Jaskinia Goryczkowa      | 605       | 31            | Myślenickie Turnie |
| 5  | Jaskinia Kalacka         | 405       | 19            | Kalacka Turnia     |

### Doliny reglowe
Znajduje się tu 59 jaskiń. Najdłuższe z nich to:
| Lp | Nazwa                      | Długość m | Deniwelacja m | Położenie         |
| -- | -------------------------- | --------- | ------------- | ----------------- |
| 1  | Dziura                     | 175       | 40,5          | Dolina ku Dziurze |
| 2  | Dziura Wyżnia – Lisia Jama | 164       | 14            | Dolina ku Dziurze |
| 3  | Tylkowa Szczelina          | 98        | 25            | Dolina Lejowa     |
| 4  | Jaskinia Lejowa Wyżnia     | 97        | 17,7          | Dolina Lejowa     |
| 5  | Suchy Biwak                | 70        | 18            | Dolina Lejowa     |

### Tatry Wysokie
Znajduje się tu 49 jaskiń. Najdłuższe z nich to:
| Lp | Nazwa                       | Długość m | Deniwelacja m | Położenie       |
| -- | --------------------------- | --------- | ------------- | --------------- |
| 1  | Studnia w Mnichu            | 59,3      | 22,3          | Mnich           |
| 2  | Jaskinia Wołoszyńska Niżnia | 46,4      | 15,7          | Wołoszyn        |
| 3  | Jaskinia Wołoszyńska Wyżnia | 44        | 10,2          | Wołoszyn        |
| 4  | Wielka Żabia Szpara         | 35,8      | 26            | Siedem Granatów |
| 5  | Cubryńska Dziura I          | 27        | 11,5          | Cubryna         |